# Laufeia
Laufeia là một chi nhện trong họ Salticidae.

## Các loài
- Laufeia aenea Simon, 1889 (type species) – China, Korea, Japan
- Laufeia aerihirta (Urquhart, 1888) – New Zealand
- Laufeia concava Zhang & Maddison, 2012 – Malaysia
- Laufeia daiqini (Prószyński & Deeleman-Reinhold, 2012) – Sumatra
- Laufeia eucola (Thorell, 1890) – Sumatra
- Laufeia eximia Zhang & Maddison, 2012 – China
- Laufeia keyserlingi (Thorell, 1890) – Sumatra, Java
- Laufeia kuloni (Prószyński & Deeleman-Reinhold, 2012) – Java
- Laufeia longapophysis Lei & Peng, 2012 – China
- Laufeia perakensis (Simon, 1901) – Malaysia, Java
- Laufeia proszynskii Song, Gu & Chen, 1988 – China
- Laufeia sasakii Ikeda, 1998 – Japan
- Laufeia sicus Wu & Yang, 2008 – China
- Laufeia squamata (Zabka, 1985) – China, Vietnam